# Varga Pál (katona)
Varga Pál (Magyarország, 1843. – San Saba megye, Texas, USA, 1912. augusztus 5.) magyar származású amerikai polgárháborús katona a déliek oldalán.

## Élete
Varga Benjámin szíjgyártó mester legfiatalabb fia. Testvéreivel együtt, Varga Jánossal, Varga Sándorral, Varga Józseffel, apja hozatta ki 1858-ban Texas államba, San Antonió városába. Az amerikai polgárháború kitöréséig apja műhelyében foglalatoskodott. A polgárháború idején közlegényként az 5. számú texasi lovasezredben teljesített szolgálatot D. H. Ragsdale századában. Számos ütközetben vett részt Új-Mexikóban. Santa Fében (Új-Mexikó) Varga Pál a déli sebesültek ellátásáért volt felelős, az unionisták fogságába esett, később Vicksburgnél (Mississippi állam) fogolycserével szabadult, s visszatért alakulatához, ahol a háború végéig nyeregjavítóként alkalmazták.
A polgárháború befejezése után San Saba megyében (Texas) vásárolt farmot, 1876-ban már 110 holdas birtoka volt. 1888-ban a metodista episzkopális egyháznak a Richland missziós templom építéséhez földet adományozott, ennek emlékezetére a temetőt Varga Pálról nevezték el, „Varga Chapel Cemetery”. Varga Pált 1912-ben érte a halál.